# 全日本釣り団体協議会
一般社団法人全日本釣り団体協議会（ぜんにほんつりだんたいきょうぎかい）は、日本において釣りを統括する団体の一つである社団法人。元農林水産省所管。名誉会長は第99代内閣総理大臣の菅義偉。

## 沿革
- 1971年 - 農林水産省を主務官庁とし社団法人全日本釣り団体協議会発足

## 概要
行政と釣り人を結ぶ唯一の公式団体であり、釣り場の清掃活動、釣り人の地位向上などの業務のほか、国の委託事業である公認釣り指導員（釣りインストラクター）、上級釣り指導員（フィッシングマスター）資格制度を統括する

## 加盟団体

### 中央団体

#### 正会員
- 全日本磯釣連盟
- 日本バスプロ協会・日本バスクラブ

#### 賛助会員
- 日本釣振興会
- 日本水産資源保護協会
- 全国遊漁船業協会
- 全国釣船業協同組合連合会
- 日本の水をきれいにする会

#### 都道府県・地区
- 全関西磯釣連盟
- JOFI岩手
- JOFI島根西部
- JOFI東海
- JOFI千葉
- JOFI西東京
- JOFI城東
- JOFI神奈川
- JOFI静岡
- JOFI愛知
- JOFI青森
- JOFI大阪
- JOFI兵庫
- JOFI広島
- JOFI石川
- 大阪府釣り団体協議会
- 愛媛県釣り団体協議会

## 関連団体
- おさかな普及協会
- 日本海洋レジャー安全・振興協会

## 友好団体
- 日本釣り環境保全連盟
- セゼラコム
- FB's Society
- 釣り文化協会

### 賛助会員
- つり人社
- 上州屋
- タカミヤ
- マルキユー
- 桃園書房
- 岳洋社
- 釣りビジョン
- ヒューマンアカデミーフィッシングカレッジ